# Каракога (Абайський район)
Карако́га (каз. Қарақоға) — село у складі Абайського району Карагандинської області Казахстану. Входило до складу Карагандинського сільського округу. Ліквідоване 2023 року шляхом включення до складу адміністративно-територіальної одиниці і території села Жартас Карагандинського сільського округу, а потім зняте з облікових даних.
Населення — 21 особа (2021; 57 у 2009, 74 у 1999, 107 у 1989).
Національний склад станом на 1989 рік:
- росіяни — 46 %;
- білоруси — 20 %.